# 常東昇
常東昇（じょう とうしょう）は中華民国の武術家。
摔角（シュアイジャオ）を伝える家系に生まれ、父である常蘭亭に学ぶ。4兄弟とも武術を好み、長男の東如、そして次男の東昇、三男の東坡、四男の東起は、後に「常家四虎」と称される。
12歳の時に武術家である張鳳岩の門下に入る。張鳳岩は摔角の後継者と見込み次女を常東昇に嫁がせ、その後常東昇は張鳳岩から張氏保定摔角法の全伝継承している。常東昇は保定摔角から輩出した代表的人物であり、技術全面だけでなく人格もすぐれていた中国式摔角の超級武術家であると評価され、「常勝将軍」または、「花蝴蝶」と称された。
1932年（民国21年）、馬良の推薦により、22歳で南京中央国術館の摔角教師として出任した。日中戦争においては常東昇は第七、第八師と第四、第五路軍の中校体育教官となり、そして陸軍軍官学校中校体育教官、傘兵総隊上校体育教官の職にも就き、積極的に摔角の普及にも努めた。
1949年（民国38年）、常東昇は台湾に移住、後に警察関係に従事した。台湾移住後も摔角を指導し、警官学校、台北大学、政治大学、文化大学、建国中学などの学校で国術教師を兼任した。熱心な指導態度は１万を越す学習者とつながり、退職後も、積極的に中国式摔角の普及と発展に努め、世界各地での指導に当たった。香港、シンガポール、ドイツ、スイス、メキシコ、アメリカなどの国で摔角の演武をしている。